# Cladosporium fumagineum
Cladosporium fumagineum är en svampart som beskrevs av Sacc. 1920. Cladosporium fumagineum ingår i släktet Cladosporium och familjen Davidiellaceae.   Inga underarter finns listade i Catalogue of Life.